# Onze jongens (film)
Onze Jongens is een Nederlandse romantische komedie uit 2016, geregisseerd door Johan Nijenhuis. De film stond op nummer 2 van best bezochte Nederlandse film van 2017. Ook was de film genomineerd voor de Gouden Kalf publieksprijs.

## Verhaal
Na jaren op een booreiland te hebben gewerkt, komt Jorrit terug. Hij meldt zich bij zijn oude werkgever en goede vriend Bas. Bas heeft een klusbedrijf – Onze Jongens – en Jorrit hoopt bij Bas een baantje te vinden. De zaken in de bouw gaan slecht, maar Jorrit weet zich desondanks voor een klus op te dringen. Daar merkt hij dat de vrouwen van het bedrijf spontaan geen oog meer hebben voor hun werk, alleen nog voor hem en hoe mooi zijn spierballen zich spannen tijdens het boren. Het brengt Jorrit op een idee; wat als ze gaan strippen in plaats van klussen? Het zou de redding kunnen zijn van het bedrijf.
Jorrit weet de andere klussers – Thijs, Chico, Chuck - uiteindelijk te overtuigen. Zelfs Bas gaat om, maar omdat Bas nou niet echt ‘god’s gift to women’ is, houdt hij vooral een organisatorisch oogje in het zeil. Onze Jongens gaan in de leer bij de oude en wat verlepte Amerikaan Sid, een voormalig Chippendale. Dankzij Sid en zijn contacten hebben ze al snel ‘klusjes’ te over. Met name de befaamde politie-act is een regelrecht succes. Vanaf het moment dat Onze Jongens hun politiepet door de lucht laten vliegen zijn de vrouwen in alle staten.
Intussen heeft Jorrit zijn intrek genomen in een bouwkeet van Bas. Het zoontje van Jorrit – Gijs – weet hem daar te vinden en komt te pas en te onpas bij hem langs. Jorrit vindt zichzelf niet uit het juiste hout gesneden om vader te zijn en dat blijkt ook uit de keuzes die hij voor de negenjarige Gijs maakt. 
Tijdens het uitgaan ontmoet Jorrit Katja. Ze is anders dan andere meisjes, ze weet wat ze wil en laat zich niet imponeren door de charmes van Jorrit. Zij besluit hem mee naar huis te nemen, niet andersom. En ‘s ochtends vraagt ze hem ook meteen te vertrekken. Jorrit is blij verrast haar terug te zien op het voetbalveld. Katja blijkt de voetbalcoach van zijn zoontje Gijs. Maar dat maakt de zaken juist lastiger, want Katja heeft één dating-regel voor zichzelf. Ze doet het niet met vaders uit haar team. Maar dat is niet alles, Jorrit heeft zich ook door de vrouw van Bas laten verleiden tot een vrijpartij. Als Bas en de andere jongens daar achter komen is de vriendschap met Jorrit definitief voorbij.
Jorrit grijpt terug naar waar hij altijd al goed in is geweest; weg gaan. Als het hem te heet onder de voeten wordt, vertrekt hij. Deze keer gaat Jorrit met Sid mee naar Las Vegas. Jorrit stort zich vol in de kitscherige maar kille wereld van Vegas waar met geld alles te koop is. Zelfs Jorrit. 
Maar is dit nou wat hij wilde? Een leuk meisje, wat vrienden… ze zijn ver zoek. Als een klein jongetje Jorrit vraagt een potje te schaken, en hem meteen ook inmaakt, komt Jorrit tot het inzicht dat hij niet lager kan zakken. Hij keert weer terug naar Nederland, maar deze keer om de schade die hij heeft aangericht te herstellen en zijn leven te beteren. Om te beginnen de band met Gijs. En strippen wil hij heus nog wel doen, maar dan alleen voor zijn Katja.

## Rolverdeling
| Acteur           | Personage |
| ---------------- | --------- |
| Jim Bakkum       | Jorrit    |
| Martijn Fischer  | Bas       |
| Juvat Westendorp | Thijs     |
| Tarikh Janssen   | Chuck     |
| Barbara Sloesen  | Katja     |
| Ilse Warringa    | Monique   |
| Sanne Vogel      | Sammy     |
| Matheu Hinzen    | Gijs      |

## Muziek
Voor de film werd er door B-Brave, Dio en Spanker een lied gemaakt met de titel Onze jongens (gooi het op me).